# کرپا (استان اشوی‌داشکسیه)
کرپا (به لهستانی: Krępa) یک منطقهٔ مسکونی در لهستان است که در گمینا ایوانگسکا واقع شده‌است.